# Küllstedt
Küllstedt is een gemeente in de Duitse deelstaat Thüringen, en maakt deel uit van de Landkreis Eichsfeld.
Küllstedt telt 1.331 inwoners.